# Сарыджалы (Чеменлинский округ, Агдамский район)
Сарыджалы́ (азерб. Sarıcalı) — село в Чеменлинском сельском административно-территориальном округе Агдамском районе Азербайджана. Согласно Закону "О муниципальных территориях и землях" это село отнесено к муниципалитету Чеменли.

## Этимология
Прежнее название — Чеменли-Сарыджалысы (или Амирасланбейли-Сарыджалысы). Название происходит от племени сарыджалыляр, которые в начале XIX века подразделялись на несколько родов, в том числе и дергяхлы, амирасланбейли, чеменли, инджилли, етим. В 1917 году в Шушинском уезде были зарегистрированы населённые пункты Амирасланбейли-Сарыджалысы, Инджирли-Сарыджалысы, Терекеме-Сарыджалысы, Гузанлы-Сарыджалысы.

## История
Первые упоминания села датированы серединой XIX века.
Село Амир-аслан-беклу (Сараджалы) в 1913 году согласно административно-территориальному делению Елизаветпольской губернии относилось к Чеманлискому сельскому обществу Шушинского уезда.
В 1926 году согласно административно-территориальному делению Азербайджанской ССР село относилось к дайре Хиндристан Агдамского уезда.
После реформы административного деления и упразднения уездов в 1929 году был образован Чеменлинский сельсовет в Агдамском районе Азербайджанской ССР.
Согласно административному делению 1961 и 1977 года село Сарыджалы входило в Чемелинский сельсовет Агдамского района Азербайджанской ССР.
В 2004 году в Азербайджане был учрежден муниципалитет Сарыджалы Агдамского района, который был упразднен Законами от 18.11.2024 № 50-VIIQ и № 51-VIIQD, а территория села была присоединена к муниципалитету Чеменли Агдамского района.

## География
Село находится в 16 км от районного центра Агдам, в 18 км от временного райцентра Кузанлы и в 332 км от Баку. Ближайшая железнодорожная станция — Агдам.
Неподалёку от села протекает река Хачынчай.
Высота села над уровнем моря — 252 м.

## Население
| Численность населения | Численность населения | Численность населения |
| 1886                  | 1979                  | 1999                  |
| --------------------- | --------------------- | --------------------- |
| 257                   | ↗1200                 | ↗1848                 |

## Климат
В селе холодный семиаридный климат.

## Инфраструктура
В селе расположено почтовое отделение.
На сентябрь 2024 года в рамках восстановления после войны ведётся строительство 203 домов. Будут построены школа, детский сад, клубно-общественный центр, рыночный комплекс, объекты бытового обслуживания.